# Ким Суперплюс (филм)
„Ким Суперплюс“ (на английски: Kim Possible) е американски екшън-приключенски телевизионен филм, в който се излъчва като оригинален филм на Disney Channel на 15 февруари 2019 г. Базиран е на едноименния анимационен сериал, създаден от Боб Шули и Марк Макоркъл. Във филма участват Сади Стенли, Шон Джамброун и Киара Райли Уилсън.

## Актьорски състав
- Сади Станли – Ким Суперплюс
- Шон Джамброун – Рон Стойситук, най-добрият приятел на Ким.
- Киара Райли Уилсън – Атина, нова ученичка в училището на Ким.
- Тейлър Ортега – Шиго
- Кони Рей – Баба Суперплюс, баба на Ким.
- Исак Райън Браун – Уейд, компютърен гений и изобретател.
- Ерика Там – Бони, съученичка на Ким.
- Тод Сташуик – Дракон, луд учен и враг на Ким.
- Макусел Симкинс – Дракон като млад
- Алисън Ханиган – доктор Ан Суперплюс, майка на Ким.
- Матю Кларк – Джеймс Тимъти Суперплюс, баща на Ким.
- Оуен Фийлдинг – Тим Суперплюс, брат на Ким.
- Конър Фийлдинг – Джим Суперплюс, брат на Ким.
- Майкъл Норти – Господин Баркин, учител на Ким и Рон.

## Синхронен дублаж
| Роля                | Изпълнител               |
| ------------------- | ------------------------ |
| Ким Суперплюс       | Балена Ланджева          |
| Рон Стойситук       | Камен Асенов             |
| Доктор Дракон       | Явор Караиванов          |
| Шиго                | Августина-Калина Петкова |
| Доктор Ан Суперплюс | Ася Рачева               |